# Andriej Siemionow
Andriej Siergiejewicz Siemionow (ros. Андрей Серге́евич Семёнов; ur. 24 marca 1989 w Moskwie) – rosyjski piłkarz występujący na pozycji obrońcy w rosyjskim klubie Achmat Grozny oraz w reprezentacji Rosji. Znalazł się w kadrze na Mistrzostwa Świata 2014.